# Lele Pons
Lele Pons (/ˈleːle ˈpøns/), pseudonimo di Eleonora Pons Maronese (Caracas, 25 giugno 1996), è una youtuber, cantante e attrice venezuelana naturalizzata statunitense.

## Biografia
Eleonora Pons Maronese è nata a Caracas il 25 giugno 1996; il padre Luis Pons è un architetto di origini catalane, mentre la madre, la dottoressa Anna Maronese, è di origini italiane (i genitori sono originari di Annone Veneto). Trasferitasi a Miami all'età di cinque anni, dove proseguì gli studi fino al diploma, ottenuto alla Miami Country Day High School nel 2015, per poi successivamente stabilirsi a Los Angeles.
Ha un tatuaggio sotto il labbro inferiore con il nome del suo ex fidanzato Ray Diaz anch'esso attore e youtube star. Sono circolate online alcune foto e video con Ray dopo che il suo telefono è stato violato, tra cui il video anche mentre si fa il tatuaggio.
Parla correttamente e fluentemente inglese, spagnolo e italiano.

## Carriera

### Video su Vine e YouTube
La popolarità di Lele Pons la si deve principalmente all'intensa attività sui social network, in particolar modo sulla piattaforma di video sharing Vine, di cui è considerata uno dei personaggi più conosciuti ed apprezzati dal pubblico. I suoi video possono essere considerati umoristici e la maggior parte di essi consistono semplicemente in cortometraggi e sketch comici a cui prendono parte lei insieme ad amici, familiari e compagni di classe. Nel febbraio del 2015 è diventata il primo utente al mondo a superare la soglia del miliardo di visualizzazioni complessive mentre il 1º settembre 2016 il suo canale si è confermato il più visitato con 16,7 milioni di visualizzazioni.
Possiede un canale YouTube che conta oltre 12 milioni di iscritti.
La fama raggiunta sul web le ha permesso di ottenere il consenso della critica universale, venendo insignita a diversi riconoscimenti, fra cui un Teen Choice Awards, uno Streamy Awards e uno Shorty Award nelle categorie di Viner dell'anno. Il 15 aprile 2015 è stata scelta per essere inserita nella lista delle dieci migliori entertainer latine stilata dal portale AOL.
Il suo nome appare inoltre piuttosto frequentemente in diverse classifiche giornalistiche. Nel 2016 il TIME l'ha collocata nella classifica delle personalità più influenti di Internet, in cui Lele Pons figura all'11º posto. Nel 2017 risultò diciannovesima nella lista delle celebrità Under-30 più famose al mondo stilata da Forbes, mentre due mesi dopo la celebre rivista newyorchese ha deciso di inserirla nella graduatoria delle celebrità più influenti sul pianeta, all'8ª posizione.

### Recitazione
Nel 2016 Lele Pons ha debuttato ufficialmente nel mondo del cinema compiendo una breve apparizione nell'episodio pilota della seconda stagione della serie televisiva Scream. Successivamente ha interpretato il personaggio “The Hustler”(il Baro) nella sitcom di YouTube Red Escape the Night, classificandosi seconda e morendo ad un passo dall’episodio finale. Ha anche interpretato un cameo della pellicola The Space Between Us (2017).

### Musica
Lele Pons è inoltre conosciuta per essere stata coinvolta in numerosi videoclip per brani musicali, fra cui Summer di Marshmello, She's Out of Her Mind dei Blink-182 , Downtown di J Balvin feat. Anitta e Havana di Camila Cabello, in cui interpreta la sorella della cantante.
Il 3 maggio 2018 ha pubblicato su Spotify e YouTube la sua prima canzone Dicen, con la partecipazione del cantante Matt Hunter. Nell'agosto del 2018 è uscito il suo singolo Celoso. Nel 2020 ha ottenuto un forte successo internazionale con il singolo Se te nota. Nel 2021 ha collaborato con i Black Eyed Peas e Saweetie nel singolo Hit It.

### Altre attività
Il 26 febbraio 2017 Dolce&Gabbana ha invitato Lele Pons a prendere parte alla Settimana della moda di Milano, mentre il marzo seguente è stato ufficializzato l'accordo contrattuale stretto con la linea di cosmetici CoverGirl, di cui la youtuber è testimonial.
Da sempre profondamente legata alle sue origini latino-americane, Lele Pons è stata presentatrice dei 2017 MTV Millenarian Awards assieme al modello messicano Juanpa Zurita.
Il 26 novembre 2016 è diventata giudice di Miss Universo 2017.

## Vita privata
Dal 2020 è fidanzata con il rapper e cantante Guaynaa, con cui si è sposata il 4 marzo 2023.
Il 9 marzo 2025 ha annunciato tramite un post su Instagram di aspettare il loro primo figlio, rivelando poi in seguito il 26 Aprile di essere incinta di una bambina.
Il 26 luglio diventa mamma di Eloisa.

## Discografia

### Album in studio
- 2023 – Capitulaciones (con Guaynaa)

### Singoli

#### Come artista principale
- 2018 – Dicen (con Matt Hunter)
- 2018 – Celoso
- 2018 – Teléfono (Remix) (con Aitana)
- 2019 – Bloqueo (con Fuego)
- 2019 – Vete pa la
- 2020 – Volar (feat. Susan Diaz e Victor Cardenas)
- 2020 – Se te nota (con Guaynaa)
- 2020 – Sucio y lento (con Mariah Angeliq)
- 2021 – Bubble Gum (con Yandel)
- 2021 – Al lau
- 2021 – Abajo y arriba (con Juhn)
- 2021 – Let It Snow
- 2022 – Restart (con VF7 e Ninow y Candy)
- 2022 – Piketona (con Kim Loaiza)
- 2023 – Abajito (con Guaynaa)

#### Come artista ospite
- 2021 – Hit It (Black Eyed Peas feat. Saweetie e Lele Pons)

## Filmografia

### Cinema
- We Love You, regia di Huck Botko (2016)
- Lo spazio che ci unisce (The Space Between Us), regia di Peter Chelsom (2017)
- Modalità aereo (Airplane Mode), regia di David Dinetz e Dylan Trussell (2019)

### Televisione
- Scream – serie TV, episodio 2x01 (2016)
- Escape the Night – serie TV, 10 episodi (2016)

### Web
- Amigos – webserie, 6 episodi (2018-2019)

### Cortometraggi
- My Big Fat Hispanic Family (2016)
- Insane Kids (2016)
- Caught the Series (2017)
- Scooby Doo Is Back (2017)

### Programmi televisivi
- La Voz México (2018)
- Vai Anitta (2018)
- The Secret Life of Lele Pons (2020)
- Cooking with Paris (2021)
- Dance Monsters (2022)
- The Masked Singer (2023)
- Dancing with the Stars (2023)

### Video musicali
- She's Out of Her Mind dei Blink-182
- Summer di Marshmello
- Havana di Camila Cabello
- Downtown di Anitta e J Balvin
- The Middle di Zedd, Maren Morris e Grey
- Soltera di Shakira